# Montrevault-sur-Èvre
Montrevault-sur-Èvre é uma comuna francesa na região administrativa da Pays de la Loire, no departamento de Maine-et-Loire. Estende-se por uma área de 198,85 km². Em 2010 a comuna tinha 16 106 habitantes (densidade: 81 hab./km²).
Foi estabelecida em 15 de dezembro de 2015 e consiste das antigas comunas de La Boissière-sur-Èvre, Chaudron-en-Mauges, La Chaussaire, Le Fief-Sauvin, Le Fuilet, Montrevault, Le Puiset-Doré, Saint-Pierre-Montlimart, Saint-Quentin-en-Mauges, Saint-Rémy-en-Mauges e La Salle-et-Chapelle-Aubry.